# Maestro del Pueblo de la URSS
El título honorífico de Maestro del Pueblo de la URSS (en ruso: Народный учитель СССР) fue un premio estatal de la Unión Soviética establecido el 30 de diciembre de 1977 por Decreto del Presídium del Sóviet Supremo de la URSS para reconocer el trabajo de maestros de escuela y de otras instituciones educativas por méritos especiales en la educación y crianza de niños y jóvenes y actividades destacadas en el campo de la educación pública. Después del colapso de la Unión Soviética, en 1991, el título fue reemplazado por el de Maestro del Pueblo de la Federación de Rusia.

## Reglamento de concesión
La concesión de la medalla estaba regulada por el Decreto del Presídium del Sóviet Supremo de la URSS del 30 de diciembre de 1977 (Ведомости Верховного Совета СССР, 1978 г., N.º I, ст. 4), que establecía las condiciones para recibir la condecoración:
- El título honorífico de Maestro del Pueblo de la URSS es otorgado por el Presídium del Sóviet Supremo de la URSS a maestros de escuela y maestros de instituciones de educación vocacional, empleados de instituciones educativas, metodológicas y otras instituciones educativas por méritos especiales en la educación y crianza comunista de niños y jóvenes, destacada labor en áreas de la educación pública.
- La concesión del título se realiza a propuesta del Ministerio de Educación de la URSS y del Comité Estatal de Educación Profesional de la URSS.
- Las personas galardonadas con el título honorífico reciben además un diploma del Presídium del Sóviet Supremo de la URSS y una insignia de la forma establecida.
- La insignia de Maestro del Pueblo de la URSS se llevaba en el lado derecho del pecho y, en presencia de otras órdenes o medallas de la URSS, se colocaba encima de estos.[1] Si se utiliza en presencia de títulos honoríficos de la Federación de Rusia, estos últimos tienen prioridad.[4]
- Únicamente el Presídium del Sóviet Supremo de la URSS podía privar de este título a un beneficiario. Un tribunal, el Ministerio de Educación de la URSS o el Comité Estatal de Educación Profesional y Técnica de la URSS podían enviar un requerimiento al Presídium del Sóviet Supremo de la URSS para privar de estos títulos.[1]

## Descripción
La insignia es una medalla circular de alpaca de unos 30 cm de diámetro con un borde convexo por ambos lados.
En el anverso de la insignia, en la parte central del letrero hay una imagen de un libro abierto y una antorcha, a lo largo de la circunferencia hay una inscripción en ruso que dice: «Maestro del pueblo de la URSS» («Народный учитель СССР»), en la parte superior: una hoz y un martillo y dos ramas de laurel. En el reverso de la insignia está la inscripción «Maestro del pueblo de la URSS: el orgullo de la sociedad soviética» («Народный учитель СССР — гордость советского общества»).
La insignia está unida mediante un anillo y un enlace con un bloque cuadrado plateado con una muesca en los costados. Las ranuras corren a lo largo de la base de la almohadilla. La parte interior del bloque está cubierta con una cinta muaré de seda roja. En el reverso, el bloque tiene un pasador para sujetarlo a la ropa.